# Wehner Tibor (író)
Wehner Tibor (Sopron, 1948. szeptember 9. –) magyar író, művészettörténész.

## Életpályája
Általános és középiskolai tanulmányait Budapesten végezte. 1967-ben érettségizett a Petőfi Sándor Gimnáziumban. 1968-1971 között a szombathelyi Felsőfokú Tanítóképző Intézet népművelés–könyvtár szakon tanult. 1971–1983 között Tatán muzeológus-művészettörténész volt. 1977-1982 között elvégezte az ELTE-BTK, művészettörténész szakát is. 1983 óta a Magyar Írószövetség tagja. 1983–1984 között szabadfoglalkozású volt. 1986–1992 között a szentendrei Art'éria Galéria művészeti vezetője volt. 1987–2011 között az Új Forrás szerkesztője volt. 1993–1998 között, illetve 2000–től a Képző- és Iparművészet Lektorátus munkatársa. 1998–1999 között a Nemzeti Kulturális Örökség Minisztériumának művészeti főosztály-vezetője volt. 2007 óta a Napút folyóirat szerkesztőségi tagja. 2008-2011 között a Kogart Kortárs Művészeti Gyűjtemény kuratóriumának tagja volt. 2012 óta a Magyar Képzőművészeti Egyetem óraadó tanára.
Kutatási területe a XX. századi, illetve a jelen művészet, leginkább a szobrászat. Tanulmányai, cikkei folyóiratokban jelennek meg.

## Magánélete
Felesége, Farkas Ildikó. Három gyermekük született; Viola (1972), Zoltán (1982), Anna Zsófia (1985).

## Művei
- A japán tűzoltók (prózaversek, jelenetek, elbeszélések, 1980)
- Köztéri szobraink (esszé, 1986)
- Tatai szobrok, emlékművek, emléktáblák; József Attila Megyei Könyvtár, Tatabánya, 1980 (Komárom megyei honismereti kiskönyvtár)
- A japán tűzoltók; Magvető, Budapest, 1980
- Zilahy György; Komárom Megyei Tanács–HN Megyei Honismereti Bizottság, Tatabánya, 1985 (Komárom megyei honismereti kiskönyvtár)
- Köztéri szobraink; Gondolat, Budapest, 1986
- A babaszemfestő pillantása; JAMK–Új Forrás, Tatabánya, 1991 (Új forrás könyvek)
- Tata-veduta. Szépművészeti antológia; vál., szerk. Wehner Tibor; Komárom-Esztergom Megyei Önkormányzat–Önkormányzat, Tatabánya–Tata,. 1994 (Castrum könyvek)
- Szigorúan tilos a fűre líz Szöveggyűjtemény; JAMK, Tatabánya, 1996 (Új Forrás könyvek)
- Végh András; Tisza Ny., Budapest–Szolnok, 1997 (Paletta)
- Szabó Tamás; Tisza Ny., Budapest–Szolnok, 1999 (Paletta)
- Jónák Tamás; Tisza Ny., Szolnok, 1999 (Paletta)
- A szentendrei Vajda Lajos Stúdió (társszerkesztő, 2000)
- Paizs László (2000)
- A hazugság és a hiány emlékművei. Előadások, tanulmányok, cikkek, röpiratok, feljegyzések a magyar szobrászatról, 1986–1999; Új Művészet, Budapest, 2001 (Kortárs művészeti tanulmányok)
- Adatok és adalékok a hatvanas évek művészetéhez. A Művészeti Bizottság jegyzőkönyvei, 1962–1966, 1-2.; szerkesztette, a bevezetőt írta, mutatók: Wehner Tibor; Képző- és Iparművészeti Lektorátus, Budapest, 2002 (XX. századi magyar művészeti dokumentumok)
- Nagy Sándor Kőből szabadult (2002)
- Vertel József, a bélyegtervező grafikus 1922-1993 (2002)
- Keretek. Tíz beszélgetés művészetünk állapotáról; Kernstok Károly Művészeti Alapítvány, Tatabánya, 2003 (Allée-füzetek)
- Szabó Tamás (2004)
- Melocco Miklós (2005)
- A magyar üvegművészet 1945-2005 (társszerkesztő, 2006)
- Wagner Nándor – A filozófus szobrász (2006)
- Szárnyas idő. Drégely László művészete; bibliográfia Radnai József; Glória, Budapest, 2007
- Rögeszme. Almásy Aladár misztikus művészete; Árgyélus, Budapest, 2008
- Kozák Csaba–Wehner Tibor: Záborszky Gábor. Vizuális és anyagkísérletek, muráliák; Balassi, Budapest, 2009
- Zsemlye Ildikó; HUNGART Vizuális Művészek Közös Jogkezelő Társasága Egyesület, Budapest, 2009
- Bálint István (2010)
- Modern magyar szobrászat 1945-2010 (2010)
- Metaforikus Püspöky-látomások; Árgyélus, Budapest, 2011
- Ki akar itt éjszakai portás lenni? drámák, drámai szövegek, 1971–2009 (2012)
- "Kép"-et festeni. Gondolatok Szalai Zoltán festőművész életművéről / Painting a picture. Thoughts about the art of Zoltán Szalai; angolra ford. Békés Fruzsina; Árgyélus, Budapest, 2012
- Kő Pál, magyar szobrász; Méry Ratio, Samorín, 2012
- T. Doromby Mária; HUNGART Vizuális Művészek Közös Jogkezelő Társasága Egyesület, Budapest, 2012
- M. Novák András; HUNGART Vizuális Művészek Közös Jogkezelő Társasága Egyesület, Budapest, 2013
- Tapló – Kíméletlen Művészeti Napló 1996–2006 (2013)
- M. Novák András; HUNGART Egyesület, Budapest, 2013
- Wehner Tibor–Kovács Péter: Halálversek, halálrajzok; Új Forrás, Tata, 2013 (Új Forrás könyvek)
- Harasztÿ István; HUNGART Egyesület, Budapest, 2014
- Szent Varecza elveszett levelei; Napkút, Budapest, 2016 (Káva téka)
- Kerámia, textil, üveg. Válogatott művészeti írások, 1985–2010; Napkút, Budapest, 2016
- Szentessy László; Tatai Mecénás Közalapítvány, Tata, 2016
- 30x30. Kivonat az ezredforduló magyar képzőművészetéből, 1985–2015 / A compendium of turn-of-the-millennium Hungarian art, 1985–2015; kurátor Medve Mihály, szöveg Wehner Tibor, Wirth Imre; Hoffmann-gyűjtemény–Műcsarnok Nonprofit kft., Dunabogdány–Budapest, 2017
- Zoltán Popovits. Selected works, 1966–2016 / Popovits Zoltán válogatott munkái, 1966–2016; ZetArt Művészeti és Idegenforgalmi Kft., Eger, 2016
- Dunabogdány. Hoffmann-gyűjtemény; Műcsarnok Nonprofit Kft., Budapest, 2017
- Az utolsó óra: mindig üt; Pauker Holding Kft., Budapest, 2017
- Drozsnyik István; HUNGART Vizuális Művészek Közös Jogkezelő Társasága Egyesület, Budapest, 2018
- Tapló 2. Kíméletlen művészeti napló, 2007–2016; Cédrus Művészeti Alapítvány–Napkút, Budapest, 2018
- Cizellőr. Dolgozatok a "magyar szobrászatról", 2000–2016; Kalota Művészeti Alapítvány–Napkút, Budapest, 2019
- Szent Varecza elveszett levelei; Magyar Műhely, Budapest, 2019
- Atlasz Gábor: Fény és árnyék; szöveg Wehner Tibor; szerzői, Budapest, 2019
- Szűcs László; szöveg Wehner Tibor; Szűcs és Társa Művészrestaurátor Kft., Budapest–Pomáz, 2019
- Nikmond Beáta; Körmendi, Budapest, 2020 (Körmendi Galéria)
- Wagner János; tan. Wehner Tibor; Körmendi, Budapest, 2020 (Galéria)
- Gondolat- és képtársítások. Fotókollázsok a Körmendi-Csák Gyűjteményben; Körmendi, Budapest, 2021 (Körmendi Galéria Budapest sorozat)
- A turul diszkrét váza. Újabb dolgozatok a "magyar szobrászat"-ról; Kalota Művészeti Alapítvány–Napkút, Budapest, 2021
- Tuzson-Berczeli Péter; HUNGART Vizuális Művészek Közös Jogkezelő Társasága Egyesület, Budapest, 2021
- Nagy Sándor szobrászművész; Körmendi, Budapest, 2021 (Körmendi Galéria Budapest sorozat)
- Kovács Péter Balázs; HUNGART Vizuális Művészek Közös Jogkezelő Társasága Egyesület, Budapest, 2021
- Hager Ritta kárpitművész, a nemzet művésze; MMA, Budapest, 2022
- Gólöröm a bundameccsen; Cédrus Művészeti Alapítvány, Budapest, 2023
- A centerpálya fölé repült madár. Művészeti levelek az ezredfordulóról; Kalota Művészeti Alapítvány–Napkút, Budapest, 2023
- Emlékjelek, műalkotások. Emlékművek, emlékszobrok, díszítőszobrok, épületplasztikák, szakrális emlékek, síremlékek, muráliák Tatabányán; Kernstok Károly Művészeti Alapítvány, Tatabánya, 2023 (Art limes könyvek)

## Díjai
- Móricz Zsigmond-ösztöndíj (1981)
- Munkácsy Mihály-díj (1993)
- Supka Manna-díj (2007)
- Rauscher György Díj (2009)